# Artabotrys petelotii
Artabotrys petelotii este o specie de plante angiosperme din genul Artabotrys, familia Annonaceae, descrisă de Elmer Drew Merrill. Conform Catalogue of Life specia Artabotrys petelotii nu are subspecii cunoscute.